# Ars Regia
Ars Regia. Czasopismo poświęcone myśli i historii wolnomularstwa – pismo ukazujące się początkowo jako kwartalnik następnie jako rocznik. Ukazywało się w latach 1992-2013. Wydawcą była Fundacja "Historia pro Futuro", redaktorem naczelnym Tadeusz Cegielski. Łącznie ukazało się 20 numerów pisma. Czasopismo było poświęcone myśli i historii wolnomularstwa. 